# Madonna col Bambino (Perugino)
La Madonna col Bambino è un dipinto a olio su tavola di quercia (70,2x50 cm) di Pietro Perugino, databile al 1498 circa e conservato nella National Gallery di Washington.

## Descrizione
La Madonna seduta tiene sulle gambe il Bambino, in una dolce posizione che enfatizza l'abbraccio tra i due. I colori forti del manto e della veste di Maria contrastano col candore della pelle del neonato, ma armonizzandosi nell'insieme, grazie al ricorso a un morbidissimo sfumato che ha il suo apice nel paesaggio sullo sfondo, i cui toni azzurrini e verdi si fondono fino a sparire per effetto della foschia nei dettagli più lontani; si tratta dell'applicazione della prospettiva aerea, che dilata in profondità lo spazio dipinto.
Un moderato ricorso a elementi decorativi (la manica arabescata del vestito della Madonna, la sua elaborata acconciatura) rendono l'opera estremamente piacevole ma composta, di un'armonia perfetta e ideale.
La tavola è vicina stilisticamente e nell'effigie di Maria (ispirato a quello della moglie di Perugino Chiara Fancelli) ad altre opere a cavallo tra Quattro e Cinquecento, come il Polittico della Certosa di Pavia e la Madonna del Sacco.